# Arduini/Balich
Arduini/Balich ist eine US-amerikanische Heavy-, Epic-Doom- und Progressive-Metal-Band aus Connecticut, die 2013 gegründet wurde.

## Geschichte
Die Band wurde Ende 2013 von Victor Arduini, einem Gründungsmitglied von Fates Warning, gegründet, nachdem sich sein anderes Projekt Freedoms Reign aufgelöst hatte. Ihm zur Seite stand der Freedom-Reign-Schlagzeuger Chris Judge, ehe die Besetzung durch Brian „Butch“ Balich, dem Sänger von Argus ergänzt wurde. Arduini und Balich kannten sich bereits vorher durch gemeinsame Auftritte ihrer beiden Bands. Das Debütalbum Dawn of Ages wurde im Februar 2017 bei Cruz del Sur Music veröffentlicht. Die Schallplatten-Version enthält die drei Coversongs Sunrise von Uriah Heep, Wolf of Velvet Fortune von The Beau Brummels und Black Sabbaths After All (The Dead) als Bonus.

## Stil
Boris Kaiser vom Rock Hard merkte in seiner Rezension zum Album an, dass vier der sechs regulären Songs die Zehn-Minuten-Marke überschreiten. Teilweise könne man Gemeinsamkeiten zu den Fates-Warning-Alben Night on Bröcken und The Spectre Within heraushören. Ansonsten gebe es ein „Kauz-Metal-Fundament im Sinne von Atlantean Kodex oder eben Argus“, Doom-Metal-Elemente und progressive Passagen. Eine Ausgabe später interviewte Wolfram Küper Victor Arduini. Dabei gab der Musiker an, die Band gegründet zu haben, da er keine Lust mehr hatte, wie bei Freedom Reign, als Sänger aktiv zu sein und um seine ursprüngliche musikalischen Einflüsse wieder mehr zu berücksichtigen und um mehr Doom-Metal-Elemente einzubauen. Da das Resultat dunkler und härter gewesen sei als das Material von Freedoms Reign, habe er sich für die Gründung einer neuen Band entschieden. Auf der Basis des Doom Metal habe er dann versucht, viele Melodien und komplexe Rhythmen zu verarbeiten, während Balich die Texte und den Gesang beigesteuert habe. Er würde die Musik als eine Mischung aus Doom- und Progressive-Metal beschreiben. Raphael Päbst von Powermetal.de rezensierte das Album ebenfalls und meinte, dass die Songs zwischen Doom- und Heavy-Metal pendeln, während die Riffs komplex und progressiv seien und der Gesang einen majestätisch klingenden Charakter habe.

## Diskografie
- 2017: Dawn of Ages (Album, Cruz del Sur Music)